# Tuvaphantes arat
Tuvaphantes arat là một loài nhện trong họ Salticidae.
Loài này thuộc chi Tuvaphantes. Tuvaphantes arat được Dmitri Viktorovich Logunov miêu tả năm 1993.